# Brittany Bowe
Brittany Bowe (n. 24 februarie 1988, Ocala⁠(d), Florida, SUA) este o sportivă ce a reprezentat Statele Unite ale Americii, medaliată olimpică. A participat la 3 ediții ale Jocurilor Olimpice (2014, 2018, 2022) în care a câștigat două medalii de bronz.